# How You Gonna See Me Now
«How You Gonna See Me Now» es una canción escrita por Alice Cooper, Bernie Taupin y Dick Wagner, interpretada por Cooper y producida por David Foster, perteneciente al álbum From the Inside.
El sencillo alcanzó la posición n.º 9 en las listas de éxitos de Australia y de los Países Bajos. En los Estados Unidos, escaló hasta la posición n.º 12 en la lista Billboard Hot 100.
La canción era tocada de manera regular en la gira ‘Madhouse Rocks Tour’ en soporte del álbum From the Inside, pero a pesar del éxito que tuvo el sencillo, «How You Gonna See Me Now» nunca fue tocada en vivo después de 1980.